# Rhodinol
Le rhodinol est un composé organique présent dans certaines huiles essentielles, en particulier les essences de rose.
Deux exemples de produits synthétiques à base de rhodinol sont Rhodinol 70, un mélange racémique comprenant 40-60% de 3,7-diméthyloct-7-en-1-ol et 40-60% de citronellol, et Sigma-Aldrich Rhodinol, qui se compose de L-citronellol et de géraniol.
Le mot « rhodinol » est aussi utilisé pour désigner des mélanges de citronellol.

## Histoire
Le composé a été isolé pour la première fois en 1891 par le chimiste Ulrich Eckhart à partir d'huile de Rosa damascena,,.

## Description
Le rhodinol est un liquide transparent à l'odeur de rose,.

## Occurrence
Le rhodinol est présent dans les essences de rose, de pélargonium et de géranium.